# Mantophasmatidae
Mantophasmatidae en familie af kødædende, vingeløse insekter inden for ordenen Notoptera, som blev opdaget i Afrika i 2001. Oprindeligt blev gruppen betragtet som en selvstændig orden og kaldt Mantophasmatodea, men på baggrund af nyere forskning, der indikerer et nærmere slægtskab til Grylloblattidae (tidligere klassificeret i ordenen Grylloblattodea), har Arillo og Engel samlet de to grupper i en enkelt orden, Notoptera.
Medlemmer af familien lever hovedsageligt i det vestlige Sydafrika og Namibia. En reliktpopulation af Tanzaniophasma subsolana i Tanzania og fossiler fra eocæn tyder på en større tidligere udbredelse.
Mantophasmatodea er vingeløse, selv som voksne, hvilket gør dem relativt vanskelige at identificere. De ligner en blanding mellem knælere og vandrende pinde, og molekylære beviser tyder på, at de er tættest beslægtet med gruppen Grylloblattidae.
De har torne på de forreste og midterste ben og trådformede antenner.
De første fund var to arter fra den nulevende slægt Mantophasma i Tanzania og Namibia, og slægten Raptophasma i 40-50 millioner år gammelt østersørav. Senere er flere arter fundet i det sydlige Afrika.